# Ginástica nos Jogos Olímpicos de Verão de 2004
As competições de ginástica nos Jogos Olímpicos de Verão de 2004 foram disputadas entre 14 e 29 de agosto de 2004 em Atenas, na Grécia. A ginástica nas Olimpíadas é disputada em três modalidades: ginástica artística, ginástica rítmica e ginástica de trampolim. Os eventos de ginástica artística e ginástica de trampolim foram realizados no Olympic Indoor Hall e a ginástica rítimica foi realizada no Ginásio Olímpico Galatsi.

## Eventos
| Ginástica artística Quatorze conjuntos de medalhas foram concedidas nos seguintes eventos: - Individual geral masculino - Equipes masculino - Solo masculino - Barra fixa masculino - Barras paralelas masculino - Cavalo com alças masculino - Argolas masculino - Salto sobre a mesa masculino - Individual geral feminino - Equipes feminino - Trave feminino - Solo feminino - Barras assimétricas feminino - Salto sobre a mesa feminino | Ginástica rítmica Dois conjuntos de medalhas foram concedidas nos seguintes eventos: - Individual geral feminino - Grupos feminino Ginástica de trampolim Dois conjuntos de medalhas foram concedidas nos seguintes eventos: - Individual masculino - Individual feminino |

## Medalhistas

### Artística
Masculino
| Evento                    | Ouro                                                                                                   | Prata                                                                                         | Bronze |
| ------------------------- | --- | --------------------------------------------------------------------------------------------- | --- |
| Equipes detalhes          | Hisashi Mizutori Takehiro Kashima Daisuke Nakano Hiroyuki Tomita Naoya Tsukahara Isao Yoneda JPN Japão | Jason Gatson Morgan Hamm Paul Hamm Brett McClure Blaine Wilson Guard Young USA Estados Unidos | Marian Drăgulescu Ilie Daniel Popescu Dan Nicolae Potra Răzvan Dorin Şelariu Ioan Silviu Suciu Marius Urzică ROU Romênia |
| Individual geral detalhes | Paul Hamm USA Estados Unidos                                                                           | Kim Dae-Eun KOR Coreia do Sul                                                                 | Yang Tae-Young KOR Coreia do Sul                                                                                         |
| Salto detalhes            | Gervasio Deferr ESP Espanha                                                                            | Jevgēņijs Saproņenko LAT Letônia                                                              | Marian Drăgulescu ROU Romênia                                                                                            |
| Solo detalhes             | Kyle Shewfelt CAN Canadá                                                                               | Marian Drăgulescu ROU Romênia                                                                 | Jordan Jovtchev BUL Bulgária                                                                                             |
| Cavalo com alças detalhes | Teng Haibin CHN China                                                                                  | Marius Urzică ROU Romênia                                                                     | Takehiro Kashima JPN Japão                                                                                               |
| Barras paralelas detalhes | Valeri Goncharov UKR Ucrânia                                                                           | Hiroyuki Tomita JPN Japão                                                                     | Li Xiaopeng CHN China |
| Argolas detalhes          | Dimosthenis Tampakos GRE Grécia                                                                        | Jordan Jovtchev BUL Bulgária                                                                  | Jury Chechi ITA Itália                                                                                                   |
| Barra fixa detalhes       | Igor Cassina ITA Itália                                                                                | Paul Hamm USA Estados Unidos                                                                  | Isao Yoneda JPN Japão |

Feminino
| Evento                       | Ouro | Prata | Bronze |
| ---------------------------- | --- | --- | --- |
| Equipes detalhes             | Oana Ban Alexandra Eremia Cătălina Ponor Monica Roşu Nicoleta Daniela Şofronie Silvia Stroescu ROU Romênia | Mohini Bhardwaj Annia Hatch Terin Humphrey Courtney Kupets Courtney McCool Carly Patterson USA Estados Unidos | Lyudmila Ezhova Svetlana Khorkina Maria Krioutchkova Anna Pavlova Elena Zamolodchikova Natalia Ziganchina RUS Rússia |
| Individual geral detalhes    | Carly Patterson USA Estados Unidos                                                                         | Svetlana Khorkina RUS Rússia                                                                                  | Zhang Nan CHN China                                                                                                  |
| Salto sobre a mesa detalhes  | Monica Roşu ROU Romênia                                                                                    | Annia Hatch USA Estados Unidos                                                                                | Anna Pavlova RUS Rússia                                                                                              |
| Solo detalhes                | Cătălina Ponor ROU Romênia                                                                                 | Nicoleta Daniela Şofronie ROU Romênia                                                                         | Patricia Moreno ESP Espanha                                                                                          |
| Trave detalhes               | Cătălina Ponor ROU Romênia                                                                                 | Carly Patterson USA Estados Unidos                                                                            | Alexandra Eremia ROU Romênia                                                                                         |
| Barras assimétricas detalhes | Émilie Le Pennec FRA França                                                                                | Terin Humphrey USA Estados Unidos                                                                             | Courtney Kupets USA Estados Unidos                                                                                   |

### Rítmica
| Evento                    | Ouro | Prata | Bronze |
| ------------------------- | --- | --- | --- |
| Grupos detalhes           | Olesia Beluguina Olga Glatskikh Tatiana Kurbakova Natalia Lavrova Elena Murzina Elena Porzevina RUS Rússia | Elisa Blanchi Fabrizia D'Ottavio Marinella Falca Daniela Masseroni Elisa Santoni Laura Vernizzi ITA Itália | Zhaneta Ilieva Eleonora Kezhova Zornitsa Marinova Kristina Rangelova Galina Tancheva Vladislava Tancheva BUL Bulgária |
| Individual geral detalhes | Alina Kabaeva RUS Rússia                                                                                   | Irina Tchachina RUS Rússia                                                                                 | Anna Bessonova UKR Ucrânia                                                                                            |

### Trampolim
| Evento             | Ouro                        | Prata                           | Bronze                      |
| ------------------ | --------------------------- | ------------------------------- | --------------------------- |
| Masculino detalhes | Yuri Nikitin UKR Ucrânia    | Alexander Moskalenko RUS Rússia | Henrik Stehlik GER Alemanha |
| Feminino detalhes  | Anna Dogonadze GER Alemanha | Karen Cockburn CAN Canadá       | Huang Shanshan CHN China    |

## Quadro de medalhas
| Ordem | País               | Medalha de ouro | Medalha de prata | Medalha de bronze |    | Ordem por total |
| ----- | ------------------ | --------------- | ---------------- | ----------------- | -- | --------------- |
| 1     | ROM Romênia        | 4               | 3                | 3                 | 10 | 1               |
| 2     | USA Estados Unidos | 2               | 6                | 1                 | 9  | 2               |
| 3     | RUS Rússia         | 2               | 3                | 2                 | 7  | 3               |
| 4     | UKR Ucrânia        | 2               |                  | 1                 | 3  | 6               |
| 5     | JPN Japão          | 1               | 1                | 2                 | 4  | 4               |
| 6     | ITA Itália         | 1               | 1                | 1                 | 3  | 6               |
| 7     | CAN Canadá         | 1               | 1                |                   | 2  | 9               |
| 8     | CHN China          | 1               |                  | 3                 | 4  | 4               |
| 9     | GER Alemanha       | 1               |                  | 1                 | 2  | 9               |
| 9     | ESP Espanha        | 1               |                  | 1                 | 2  | 9               |
| 10    | GRE Grécia         | 1               |                  |                   | 1  | 13              |
| 10    | FRA França         | 1               |                  |                   | 1  | 13              |
| 12    | BUL Bulgária       |                 | 1                | 2                 | 3  | 6               |
| 13    | KOR Coreia do Sul  |                 | 1                | 1                 | 2  | 9               |
| 14    | LAT Letônia        |                 | 1                |                   | 1  | 13              |
| TOTAL | TOTAL              | 18              | 18               | 18                | 54 | —               |